# مادلين غوستافسون
مادلين غوستافسون (بالسويدية: Madeleine Gustafsson)‏ (12 أغسطس 1980 في السويد - ) هي لاعبة كرة يد من السويد في مركز حارس المرمى. شاركت في الألعاب الأولمبية الصيفية 2008.

## وصلات خارجية
- مادلين غوستافسون على موقع الاتحاد الأوروبي لكرة اليد (الإنجليزية)
- مادلين غوستافسون على موقع أوليمبيديا (الإنجليزية)
- مادلين غوستافسون على موقع اللجنة الأولمبية السويدية (السويدية)